# Orbessan
Orbessan (Orbessan en gascon) est une commune française située dans le sud du département du Gers, en région Occitanie. Sur le plan historique et culturel, la commune est dans le pays d'Astarac, un territoire du sud gersois très vallonné, au sol argileux, qui longe le plateau de Lannemezan.
Exposée à un climat océanique altéré, elle est drainée par le Gers et par divers autres petits cours d'eau. La commune possède un patrimoine naturel remarquable composé de deux zones naturelles d'intérêt écologique, faunistique et floristique.
Orbessan est une commune rurale qui compte 270 habitants en 2022, après avoir connu une forte hausse de la population depuis 1962.  Elle fait partie de l'aire d'attraction d'Auch. Ses habitants sont appelés les Orbessannais ou  Orbessannaises.
Le patrimoine architectural de la commune comprend deux  immeubles protégés au titre des monuments historiques : le château, inscrit en 1942, et la fontaine, inscrite en 1947.

## Géographie

### Localisation
La commune d'Orbessan se situe dans le canton d'Auch-3 et dans l'arrondissement de Mirande, dans l'aire d'attraction d'Auch, dans la vallée du Gers. Historiquement, Orbessan fait partie de l'Astarac.

### Communes limitrophes
Les communes limitrophes sont  Boucagnères, Durban, Lasseube-Propre, Sansan et Traversères.
| Lasseube-Propre | Boucagnères |             |
| Durban          | Orbessan    | Traversères |
|                 | Sansan      |             |

### Géologie et relief
La superficie de la commune est de 824 hectares. L'altitude de la commune varie entre 152 et 273 mètres.
Orbessan se situe en zone de sismicité 2 (sismicité faible).

### Hydrographie

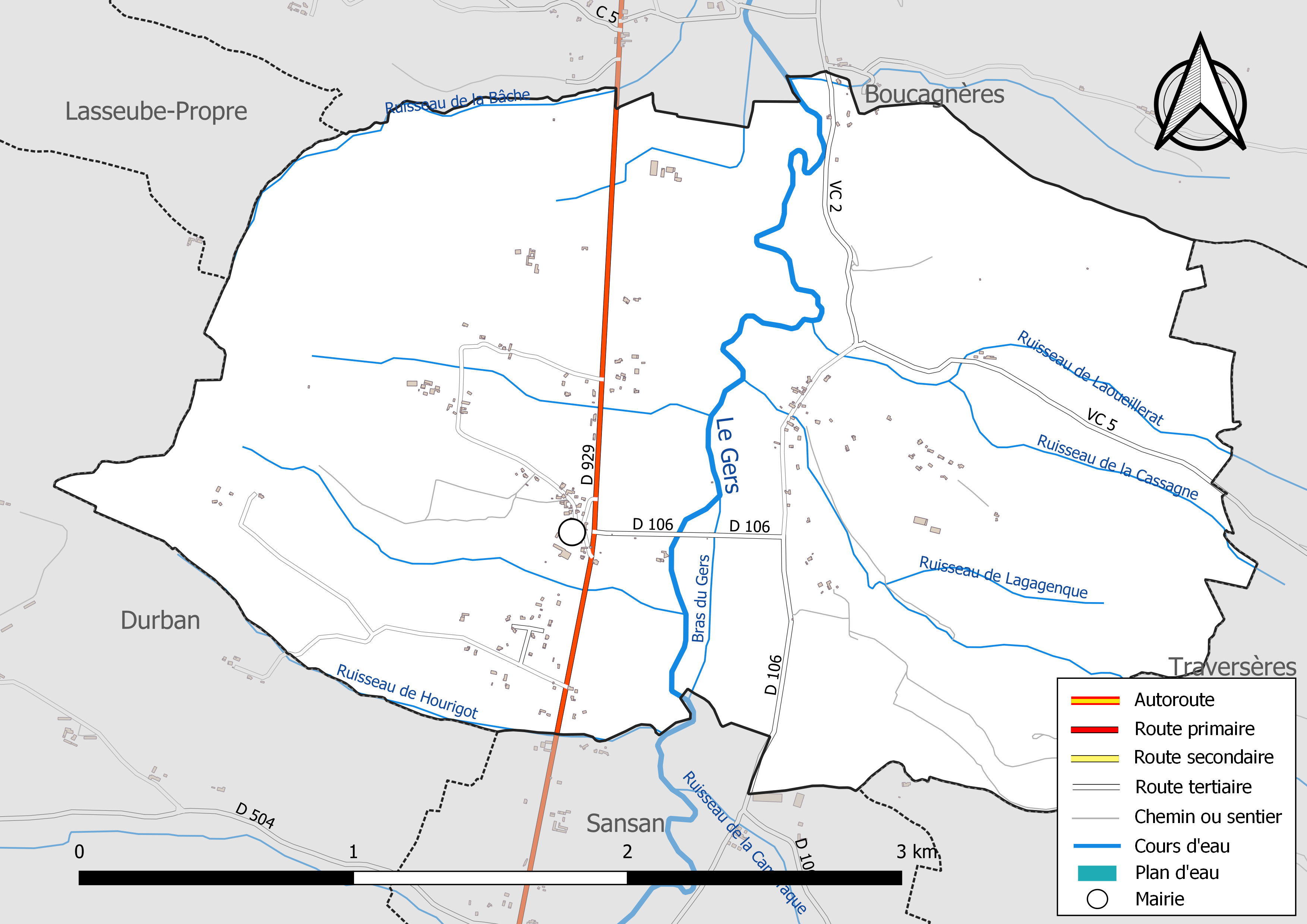
Réseaux hydrographique et routier d'Orbessan.

La commune est dans le bassin de la Garonne, au sein du bassin hydrographique Adour-Garonne. Elle est drainée par le Gers, un bras du Gers, le ruisseau de Hourigot, le ruisseau de la Bâche, le ruisseau de la Cassagne, le ruisseau de Lagagenque, le ruisseau de Laoueillerat et par divers petits cours d'eau, qui constituent un réseau hydrographique de 17 km de longueur totale,.
Le Gers, d'une longueur totale de 175,4 km, prend sa source dans la commune de Lannemezan et s'écoule vers le nord. Il traverse la commune et se jette dans la Garonne à Layrac, après avoir traversé 47 communes.

### Climat
Pour des articles plus généraux, voir Climat de l'Occitanie et Climat du Gers.
En 2010, le climat de la commune est de type climat du Bassin du Sud-Ouest, selon une étude s'appuyant sur une série de données couvrant la période 1971-2000. En 2020, Météo-France publie une typologie des climats de la France métropolitaine dans laquelle la commune est exposée à un climat océanique altéré et est dans la région climatique Aquitaine, Gascogne, caractérisée par une pluviométrie abondante au printemps, modérée en automne, un faible ensoleillement au printemps, un été chaud (19,5 °C), des vents faibles, des brouillards fréquents en automne et en hiver et des orages fréquents en été (15 à 20 jours).
Pour la période 1971-2000, la température annuelle moyenne est de 13 °C, avec une amplitude thermique annuelle de 15,8 °C. Le cumul annuel moyen de précipitations est de 772 mm, avec 10,3 jours de précipitations en janvier et 6,2 jours en juillet. Pour la période 1991-2020, la température moyenne annuelle observée sur la station météorologique la plus proche, située sur la commune d'Auch à 12 km à vol d'oiseau, est de 13,5 °C et le cumul annuel moyen de précipitations est de 695,8 mm,. Pour l'avenir, les paramètres climatiques de la commune estimés pour 2050 selon différents scénarios d'émission de gaz à effet de serre sont consultables sur un site dédié publié par Météo-France en novembre 2022.

### Milieux naturels et biodiversité
L’inventaire des zones naturelles d'intérêt écologique, faunistique et floristique (ZNIEFF) a pour objectif de réaliser une couverture des zones les plus intéressantes sur le plan écologique, essentiellement dans la perspective d’améliorer la connaissance du patrimoine naturel national et de fournir aux différents décideurs un outil d’aide à la prise en compte de l’environnement dans l’aménagement du territoire.
Une ZNIEFF de type 1 est recensée sur la commune :
les « landes et coteaux d'Ornézan à Traversères » (1 609 ha), couvrant 7 communes du département et une ZNIEFF de type 2, : 
les « coteaux du Gers d'Aries-Espénan à Auch » (13 191 ha), couvrant 31 communes dont 28 dans le Gers et trois dans les Hautes-Pyrénées.

Carte des ZNIEFF de type 1 et 2 à Orbessan.
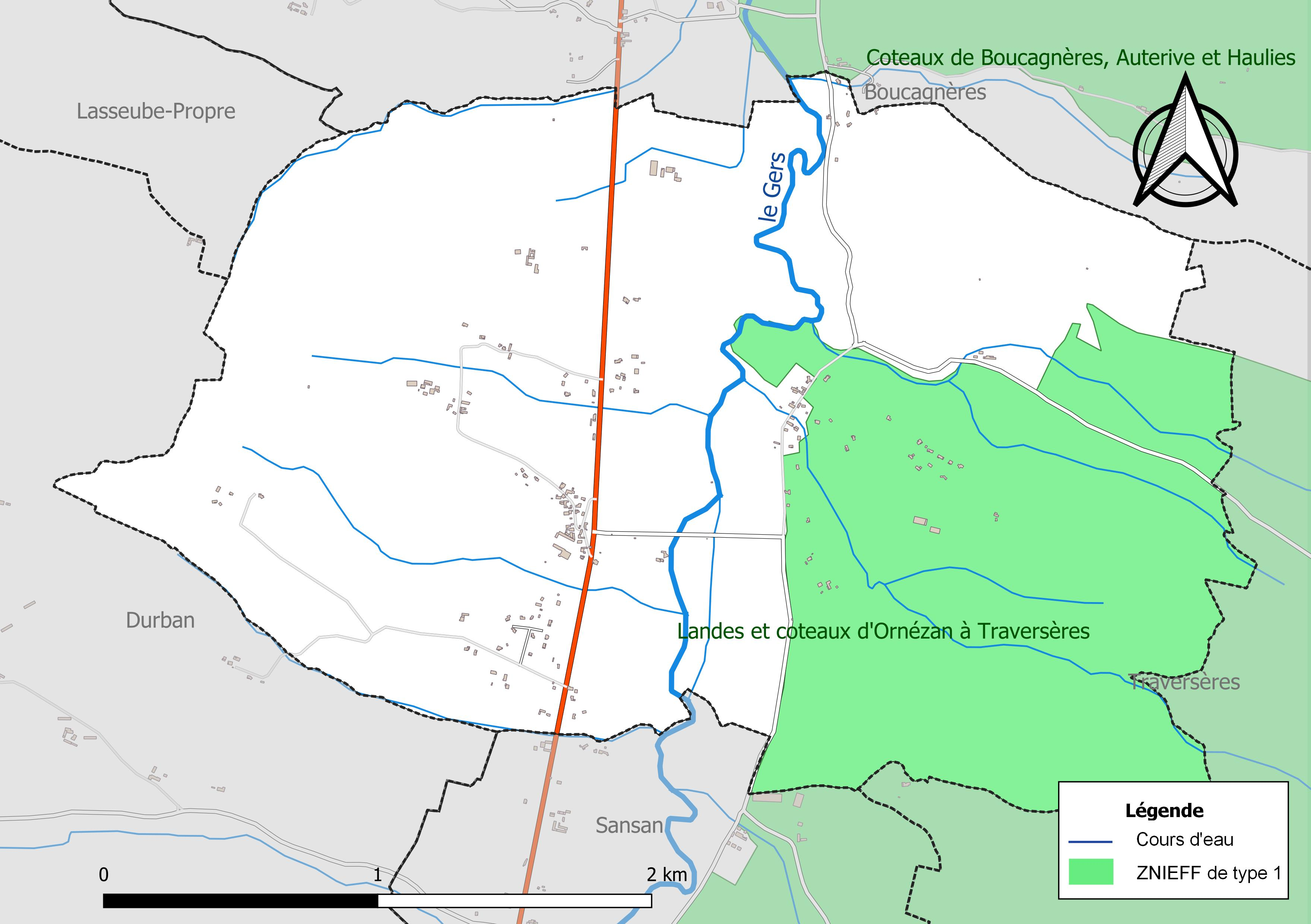
Carte de la ZNIEFF de type 1 sur la commune.
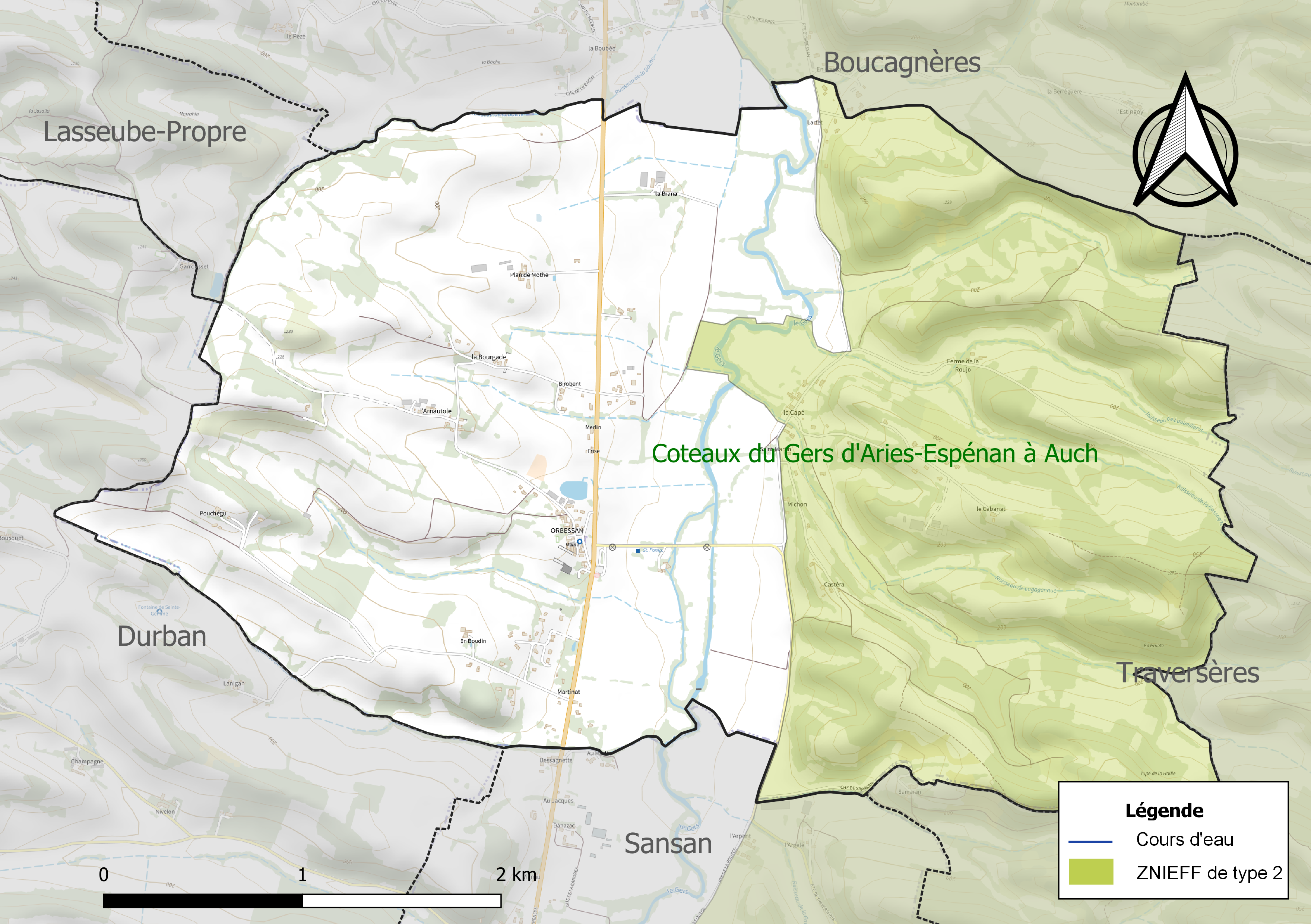
Carte de la ZNIEFF de type 2 sur la commune.

## Urbanisme

### Typologie
Au 1er janvier 2024, Orbessan est catégorisée commune rurale à habitat dispersé, selon la nouvelle grille communale de densité à sept niveaux définie par l'Insee en 2022.
Elle est située hors unité urbaine. Par ailleurs la commune fait partie de l'aire d'attraction d'Auch, dont elle est une commune de la couronne,. Cette aire, qui regroupe 112 communes, est catégorisée dans les aires de 50 000 à moins de 200 000 habitants,.

### Occupation des sols
L'occupation des sols de la commune, telle qu'elle ressort de la base de données européenne d’occupation biophysique des sols Corine Land Cover (CLC), est marquée par l'importance des territoires agricoles (83,7 % en 2018), une proportion sensiblement équivalente à celle de 1990 (83,1 %). La répartition détaillée en 2018 est la suivante : 
zones agricoles hétérogènes (56,3 %), terres arables (23,7 %), milieux à végétation arbustive et/ou herbacée (9,7 %), forêts (6,7 %), prairies (3,7 %). L'évolution de l’occupation des sols de la commune et de ses infrastructures peut être observée sur les différentes représentations cartographiques du territoire : la carte de Cassini (XVIIIe siècle), la carte d'état-major (1820-1866) et les cartes ou photos aériennes de l'IGN pour la période actuelle (1950 à aujourd'hui).

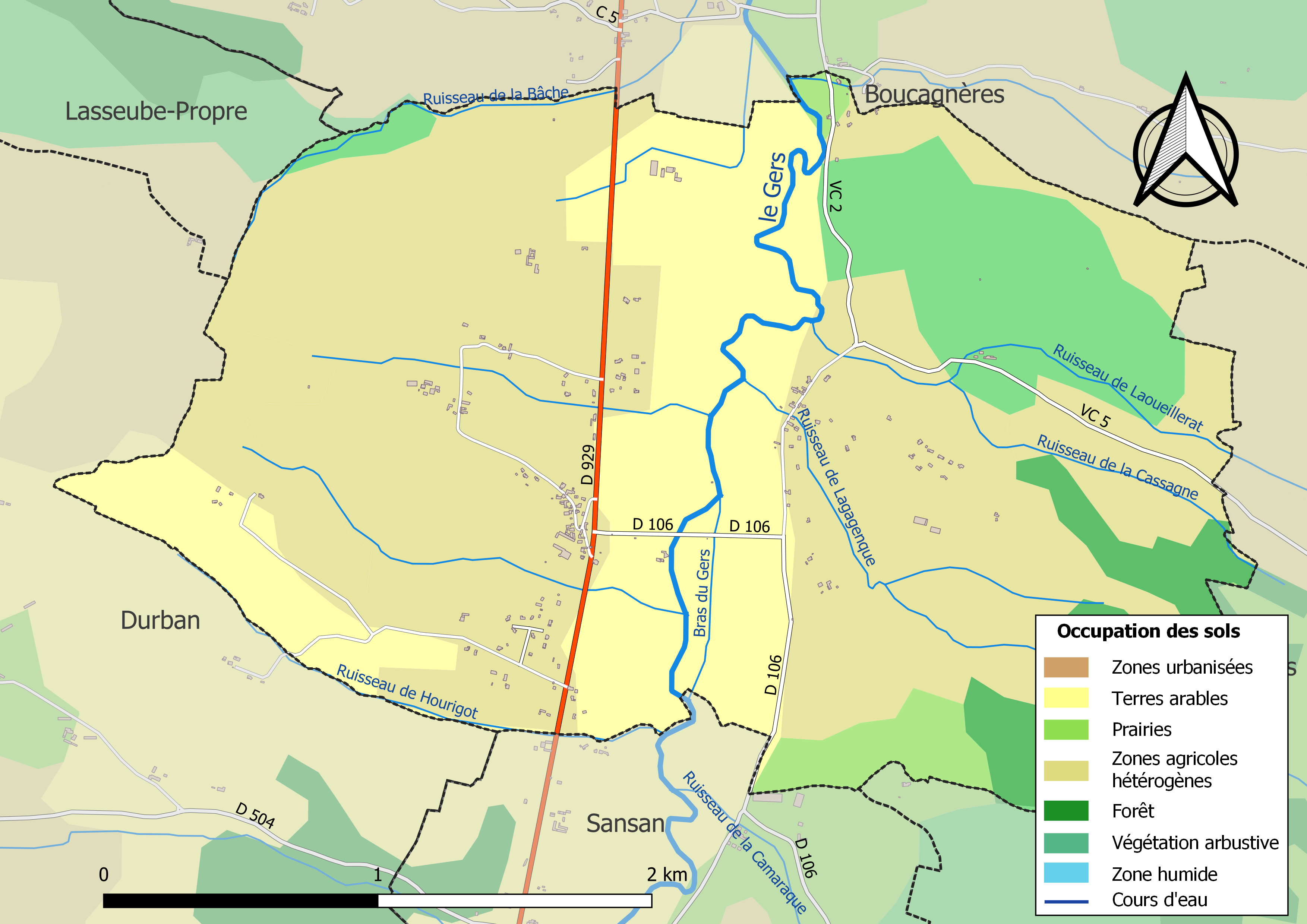
Carte des infrastructures et de l'occupation des sols de la commune en 2018 (CLC).

### Risques majeurs
Le territoire de la commune d'Orbessan est vulnérable à différents aléas naturels : météorologiques (tempête, orage, neige, grand froid, canicule ou sécheresse), inondations et séisme (sismicité faible). Un site publié par le BRGM permet d'évaluer simplement et rapidement les risques d'un bien localisé soit par son adresse soit par le numéro de sa parcelle.
Certaines parties du territoire communal sont susceptibles d’être affectées par le risque d’inondation par débordement de cours d'eau, notamment le Gers. La cartographie des zones inondables en ex-Midi-Pyrénées réalisée dans le cadre du XIe Contrat de plan État-région, visant à informer les citoyens et les décideurs sur le risque d’inondation, est accessible sur le site de la DREAL Occitanie. La commune a été reconnue en état de catastrophe naturelle au titre des dommages causés par les inondations et coulées de boue survenues en 1995, 1999, 2000 et 2009,.

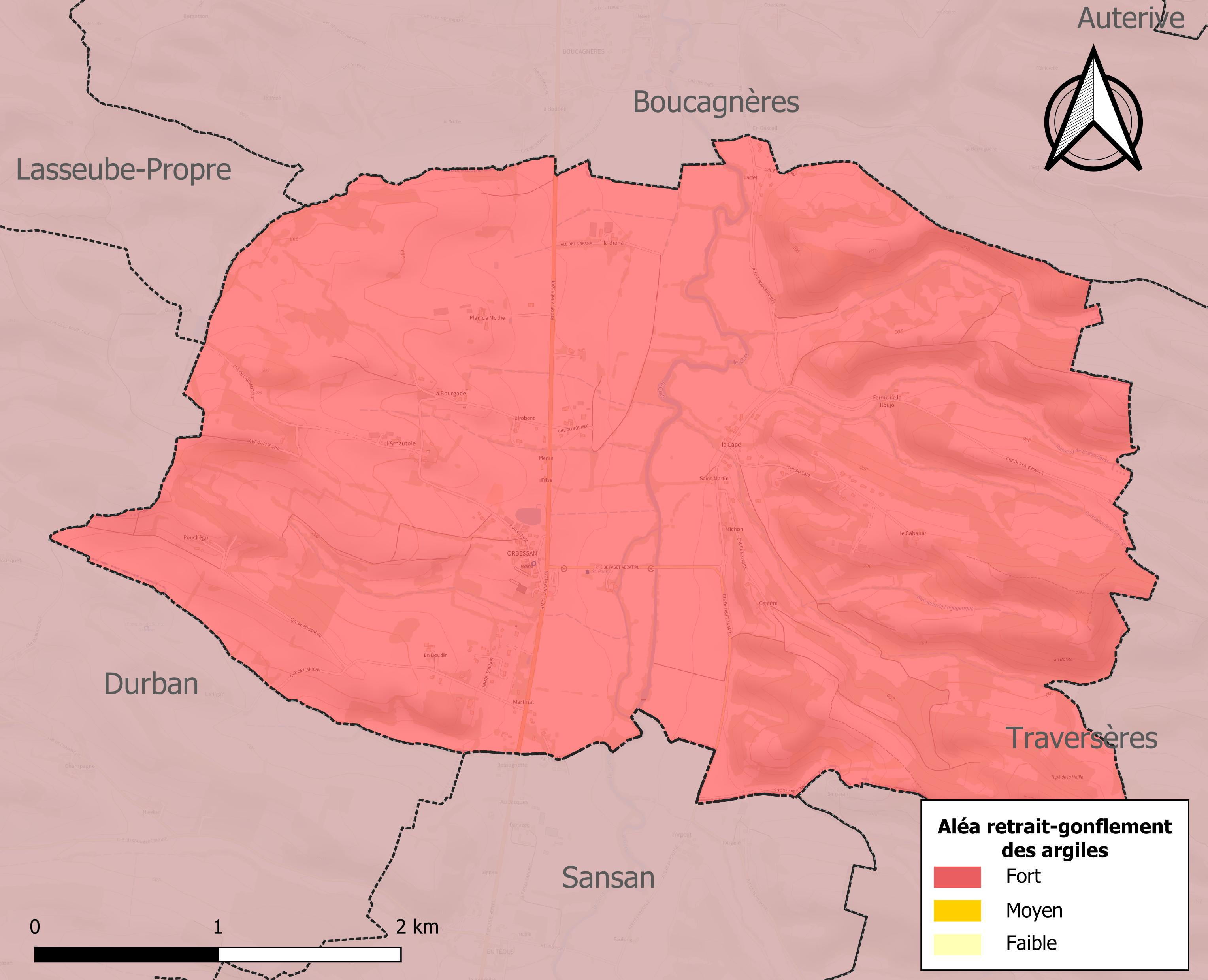
Carte des zones d'aléa retrait-gonflement des sols argileux d'Orbessan.

Le retrait-gonflement des sols argileux est susceptible d'engendrer des dommages importants aux bâtiments en cas d’alternance de périodes de sécheresse et de pluie. La totalité de la commune est en aléa moyen ou fort (94,5 % au niveau départemental et 48,5 % au niveau national). Sur les 115 bâtiments dénombrés sur la commune en 2019, 115 sont en aléa moyen ou fort, soit 100 %, à comparer aux 93 % au niveau départemental et 54 % au niveau national. Une cartographie de l'exposition du territoire national au retrait gonflement des sols argileux est disponible sur le site du BRGM,.
Par ailleurs, afin de mieux appréhender le risque d’affaissement de terrain, l'inventaire national des cavités souterraines permet de localiser celles situées sur la commune.
Concernant les mouvements de terrains, la commune a été reconnue en état de catastrophe naturelle au titre des dommages causés par la sécheresse en 1989, 1993 et 2011 et par des mouvements de terrain en 1999.

## Toponymie

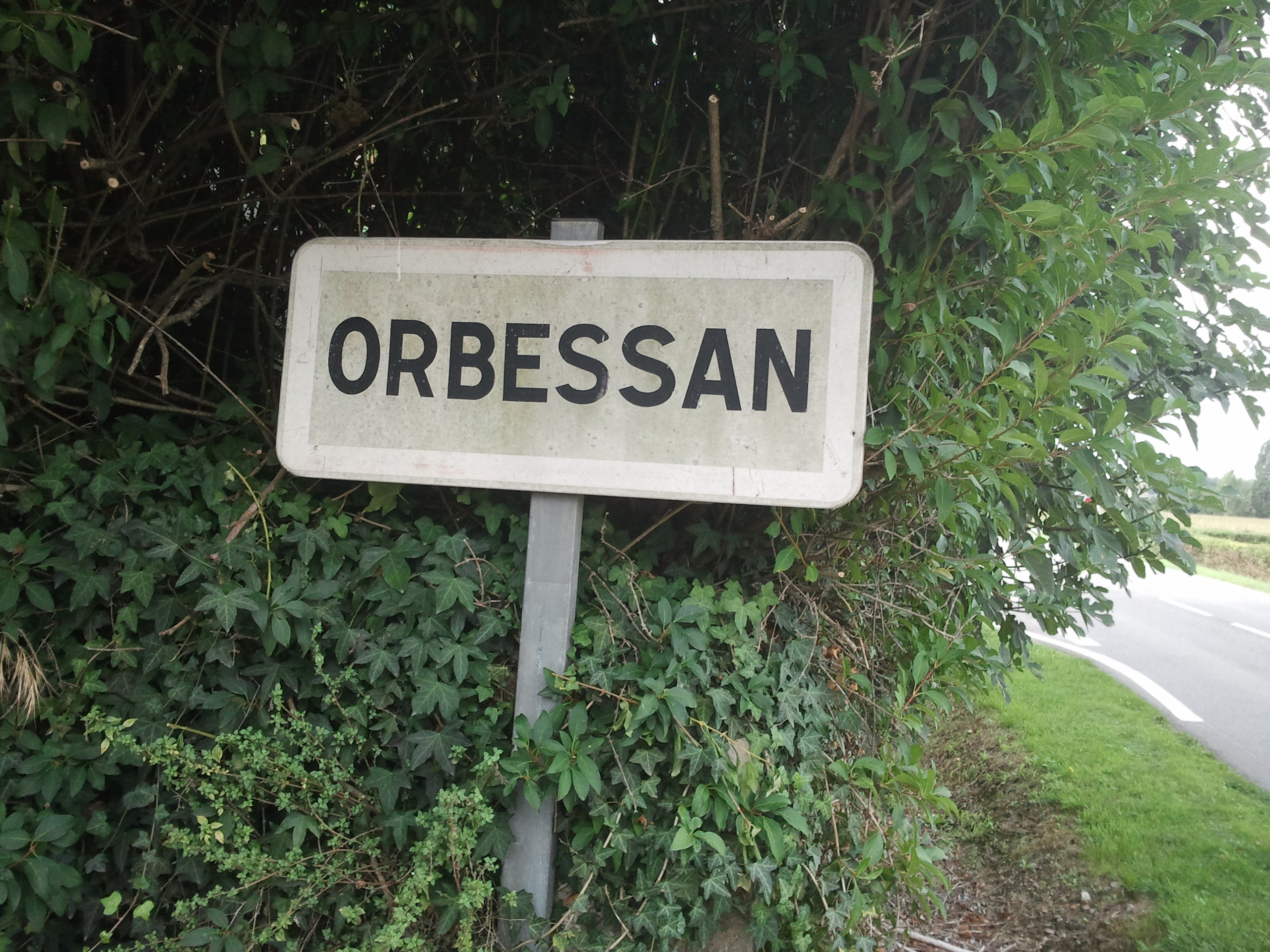
Le panneau d'entrée d'Orbessan

## Politique et administration

### Canton
En 1793, la commune d'Orbessan fait partie du canton de Seissan au sein du district d'Auch. Elle est rattachée en 1801 au canton d'Auch-Sud au sein de l'arrondissement d'Auch puis, en 1973, au canton d'Auch-Sud-Est, devenu en 1985 canton d'Auch-Sud-Est-Seissan.
À compter des élections départementales de 2015, la commune rejoint le nouveau canton d'Auch-3.

### Liste des maires

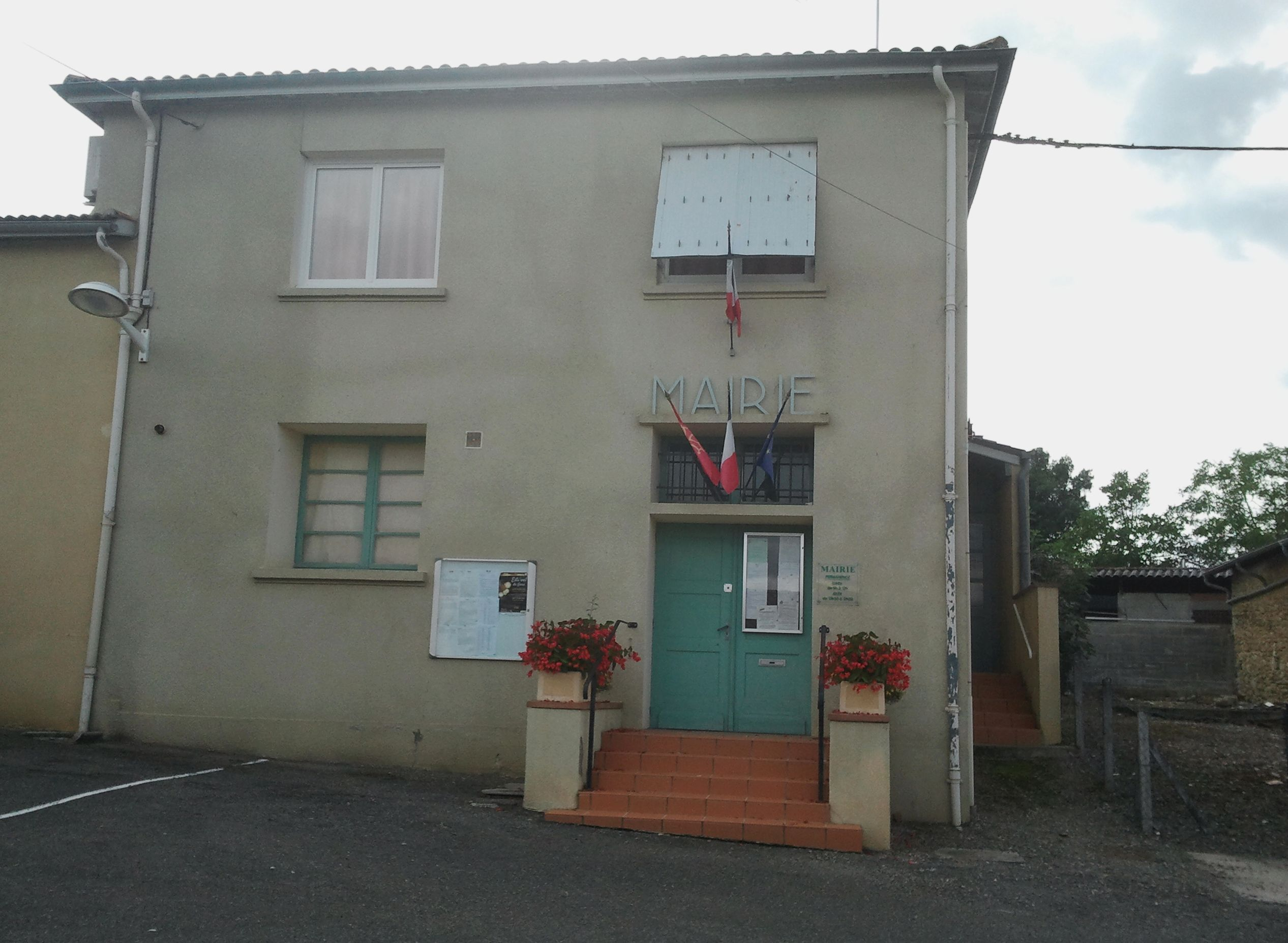
La mairie.

| Période                                  | Période                   | Identité                | Étiquette | Qualité              |
| ---------------------------------------- | ------------------------- | ----------------------- | --------- | -------------------- |
| ?                                        | juin 1995                 | Jean-Louis Saint-Martin |           |                      |
| juin 1995                                | mai 2012                  | Robert Gagneux          |           |                      |
| juin 2012                                | décembre 2021 (démission) | Serge Chambert          | DVD       | Agriculteur retraité |
| Les données manquantes sont à compléter. |                           |                         |           |                      |

## Population et société

### Démographie
L'évolution du nombre d'habitants est connue à travers les recensements de la population effectués dans la commune depuis 1793. Pour les communes de moins de 10 000 habitants, une enquête de recensement portant sur toute la population est réalisée tous les cinq ans, les populations de référence des années intermédiaires étant quant à elles estimées par interpolation ou extrapolation. Pour la commune, le premier recensement exhaustif entrant dans le cadre du nouveau dispositif a été réalisé en 2006.

En 2022, la commune comptait 270 habitants, en évolution de −2,88 % par rapport à 2016 (Gers : +1,04 %, France hors Mayotte : +2,11 %).
| 1793 | 1800 | 1806 | 1821 | 1831 | 1841 | 1846 | 1851 | 1856 |
| ---- | ---- | ---- | ---- | ---- | ---- | ---- | ---- | ---- |
| 254  | 251  | 265  | 279  | 274  | 267  | 270  | 241  | 241  |

| 1861 | 1866 | 1872 | 1876 | 1881 | 1886 | 1891 | 1896 | 1901 |
| ---- | ---- | ---- | ---- | ---- | ---- | ---- | ---- | ---- |
| 247  | 245  | 228  | 211  | 211  | 219  | 199  | 197  | 189  |

| 1906 | 1911 | 1921 | 1926 | 1931 | 1936 | 1946 | 1954 | 1962 |
| ---- | ---- | ---- | ---- | ---- | ---- | ---- | ---- | ---- |
| 176  | 178  | 164  | 151  | 147  | 146  | 132  | 116  | 102  |

| 1968 | 1975 | 1982 | 1990 | 1999 | 2006 | 2011 | 2016 | 2021 |
| ---- | ---- | ---- | ---- | ---- | ---- | ---- | ---- | ---- |
| 114  | 104  | 134  | 159  | 213  | 259  | 250  | 278  | 278  |

| 2022 | - | - | - | - | - | - | - | - |
| ---- | - | - | - | - | - | - | - | - |
| 270  | - | - | - | - | - | - | - | - |

### Enseignement

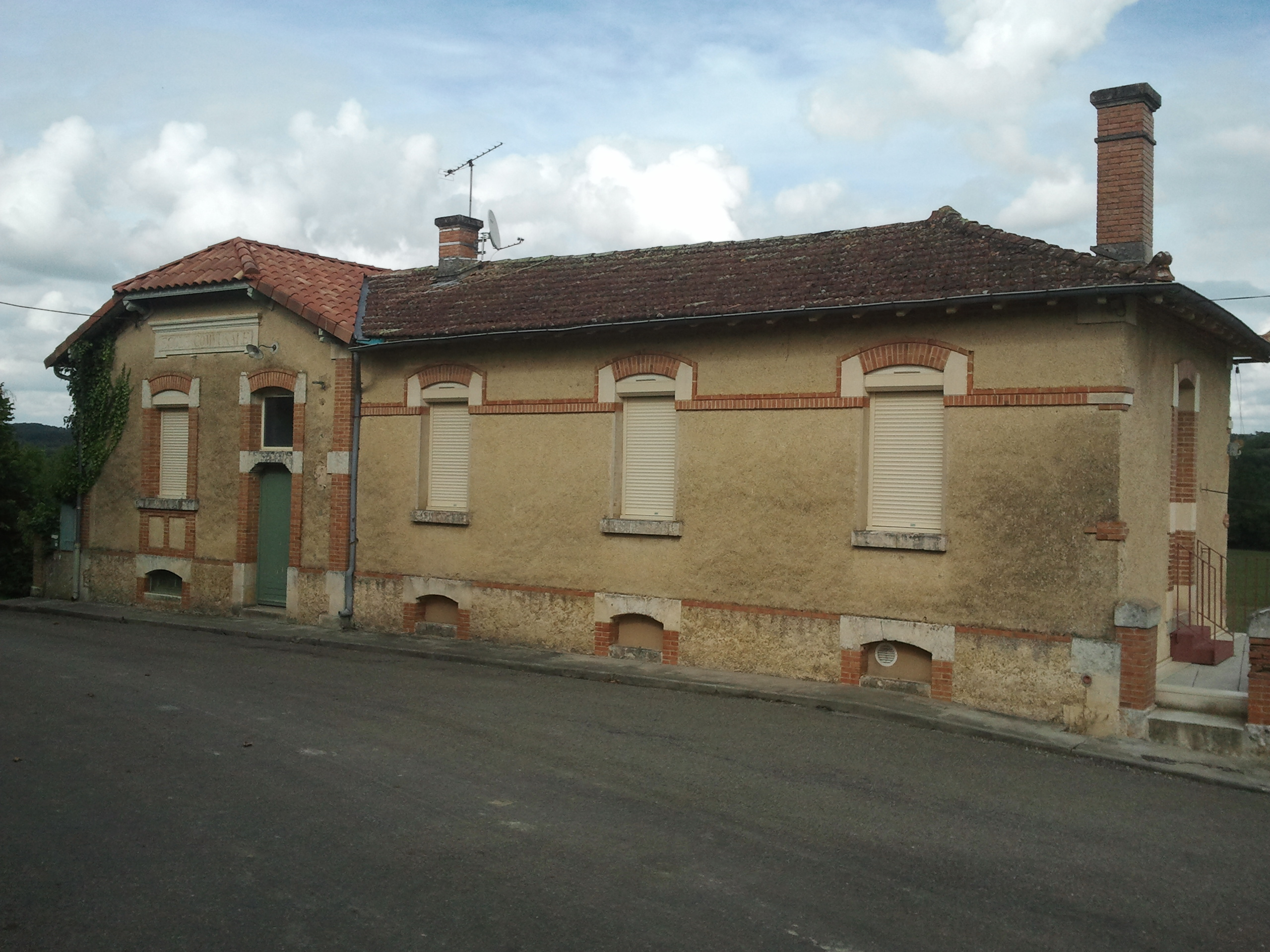
L'école communale

L'enseignement élémentaire est regroupé avec les communes d'Ornézan, Sansan, Traversères, Boucagnères et Durban. L'école maternelle est située à Orbessan tandis que l'école primaire se situe à Ornézan. Le centre de loisirs le plus proche est celui de Seissan.

### Manifestations culturelles et festivités
- Fête patronale : dernier dimanche de juillet[29].

## Économie

### Revenus
En 2018  (données Insee publiées en septembre 2021), la commune compte 102 ménages fiscaux, regroupant 270 personnes. La médiane du revenu disponible par unité de consommation est de 21 560 € (20 820 € dans le département).

### Emploi
|                | 2008  | 2013  | 2018  |
| -------------- | ----- | ----- | ----- |
| Commune        | 5,4 % | 5 %   | 7,3 % |
| Département    | 6,1 % | 7,5 % | 8,2 % |
| France entière | 8,3 % | 10 %  | 10 %  |

En 2018, la population âgée de 15 à 64 ans s'élève à 185 personnes, parmi lesquelles on compte 73,4 % d'actifs (66,1 % ayant un emploi et 7,3 % de chômeurs) et 26,6 % d'inactifs,. Depuis 2008, le taux de chômage communal (au sens du recensement) des 15-64 ans est inférieur à celui de la France et du département.
La commune fait partie de la couronne de l'aire d'attraction d'Auch, du fait qu'au moins 15 % des actifs travaillent dans le pôle,. Elle compte 31 emplois en 2018, contre 26 en 2013 et 24 en 2008. Le nombre d'actifs ayant un emploi résidant dans la commune est de 122, soit un indicateur de concentration d'emploi de 25,4 % et un taux d'activité parmi les 15 ans ou plus de 59 %.
Sur ces 122 actifs de 15 ans ou plus ayant un emploi, 22 travaillent dans la commune, soit 18 % des habitants. Pour se rendre au travail, 88 % des habitants utilisent un véhicule personnel ou de fonction à quatre roues, 4,3 % s'y rendent en deux-roues, à vélo ou à pied et 7,7 % n'ont pas besoin de transport (travail au domicile).

### Activités hors agriculture
17 établissements sont implantés  à Orbessan au 31 décembre 2019.
Le secteur des activités spécialisées, scientifiques et techniques et des activités de services administratifs et de soutien est prépondérant sur la commune puisqu'il représente 35,3 % du nombre total d'établissements de la commune (6 sur les 17 entreprises implantées  à Orbessan), contre 14,4 % au niveau départemental.

### Agriculture
|               | 1988 | 2000 | 2010 | 2020 |
| ------------- | ---- | ---- | ---- | ---- |
| Exploitations | 19   | 8    | 8    | 8    |
| SAU (ha)      | 382  | 369  | 655  | 597  |

La commune est dans le « Haut-Armagnac », une petite région agricole occupant le centre du département du Gers. En 2020, l'orientation technico-économique de l'agriculture  sur la commune est l'élevage de bovins, pour la viande. Huit exploitations agricoles ayant leur siège dans la commune sont dénombrées lors du recensement agricole de 2020 (19 en 1988). La superficie agricole utilisée est de 597 ha,,.

## Culture locale et patrimoine

### Lieux et monuments
Les lieux et monuments notables d'Orbessan sont les suivants :
- La villa gallo-romaine avec vestiges de mosaïques ;
- Le château du XVIIe siècle ( Inscrit MH) ;
- Le pigeonnier hexagonal ;
- La fontaine monumentale du village ( Inscrit MH);
- L'église Saint-Jacques du XIXe siècle.

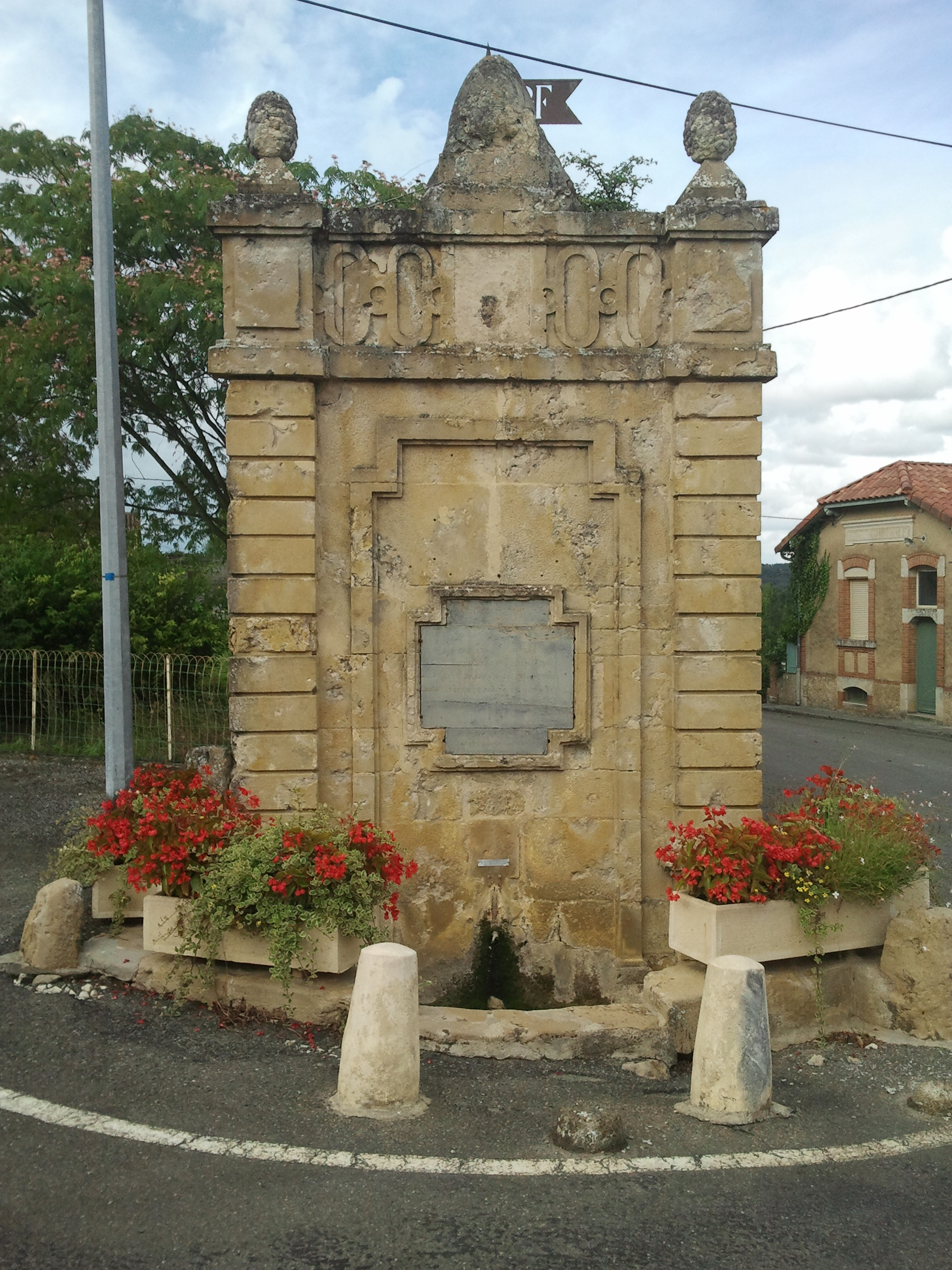
La fontaine.
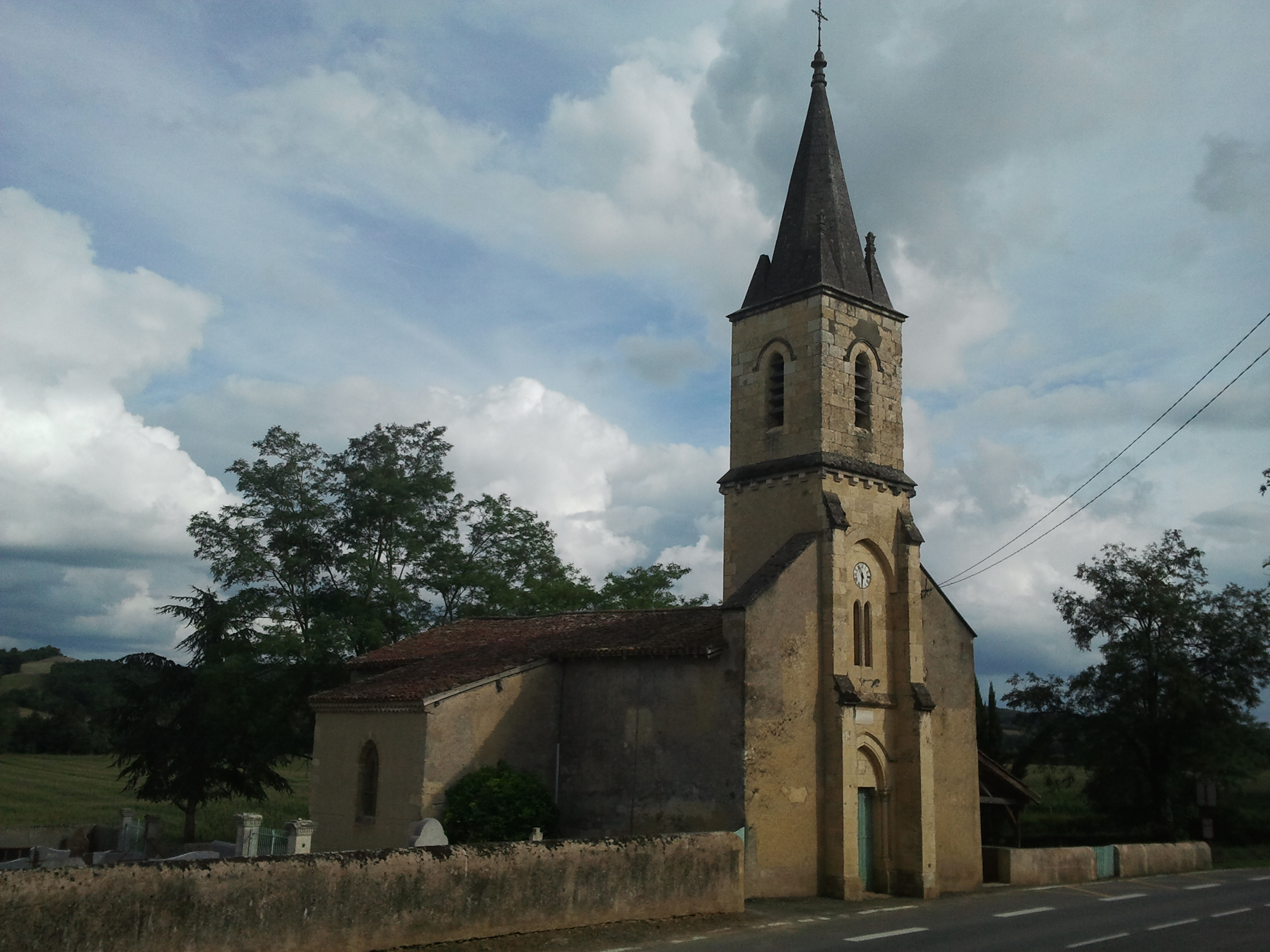
L'église Saint-Jacques
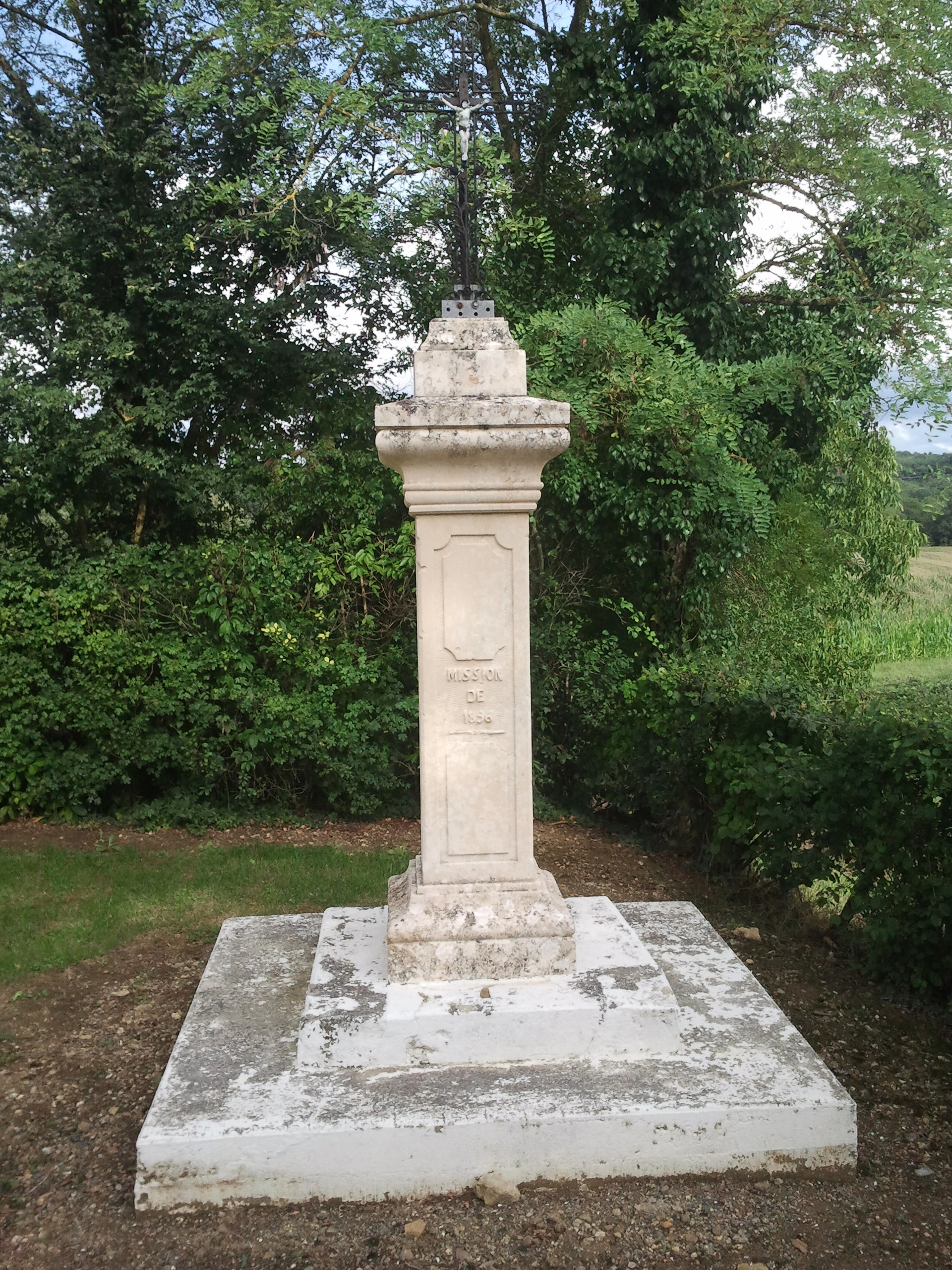
La croix de mission 1896.
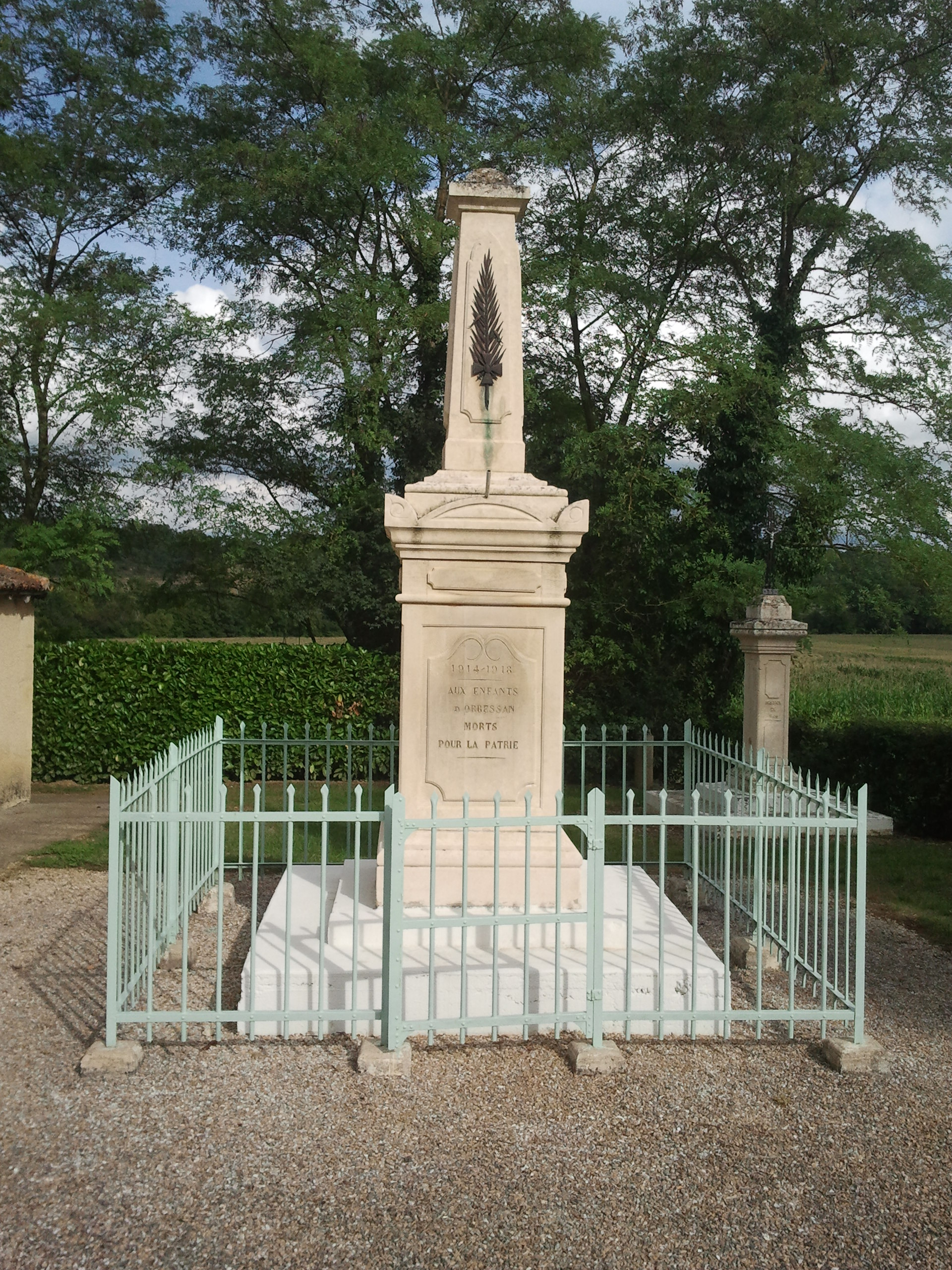
Le monument aux morts.
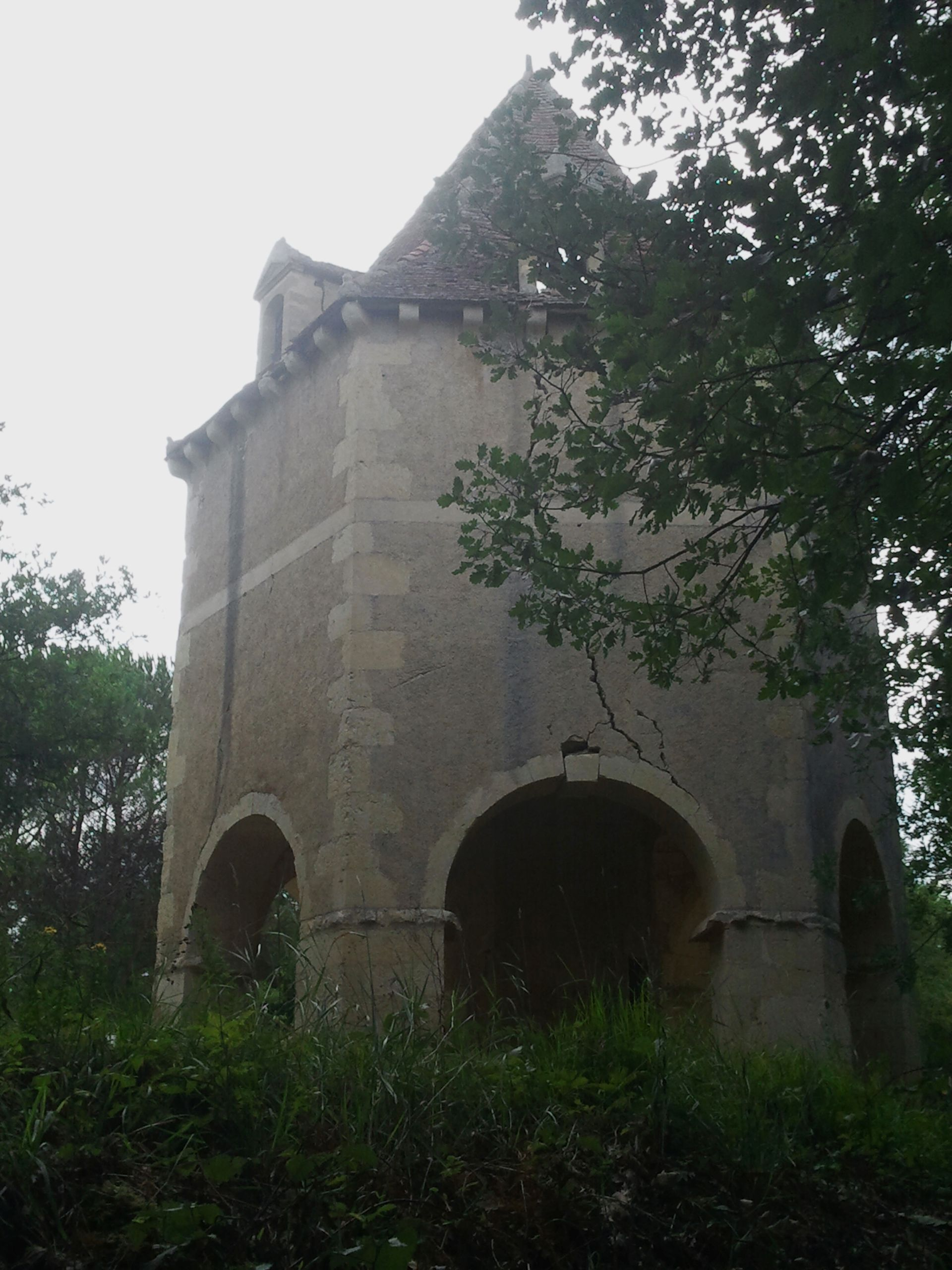
Le pigeonnier.
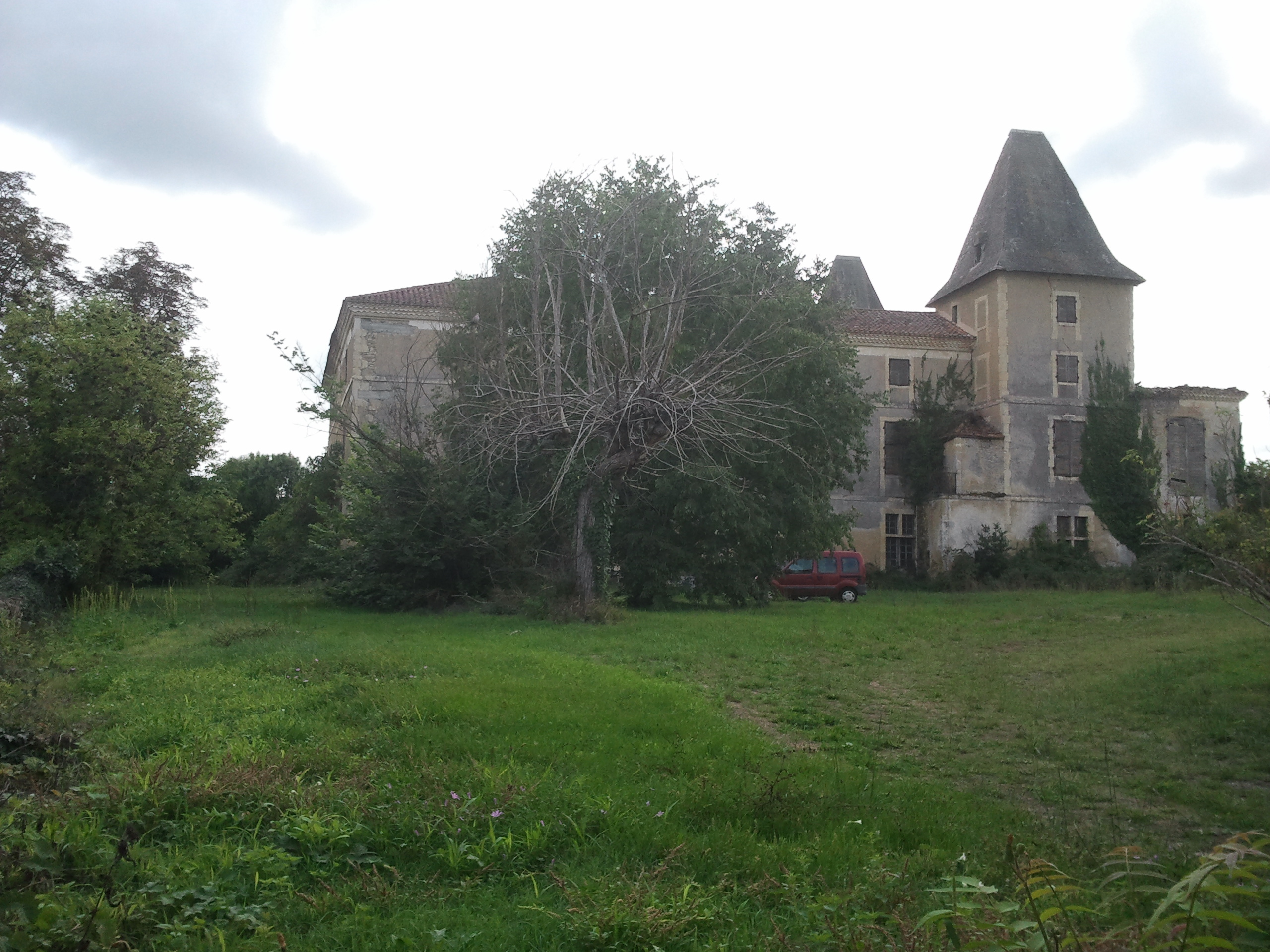
Le château

### Héraldique
| Blason de Orbessan | Blason  | D'or au lion de gueules tenant un écusson d'azur à une aiguière d'or, au chef d'azur chargé de la fontaine monumentale du lieu accostée de deux croissants, le tout d'argent. |
| Blason de Orbessan | Détails | Adopté en novembre 2017. Devise :"Nunquam obliviscar" |